# 水口镇 (渠县)
水口镇，原为水口乡，是中华人民共和国四川省达州市渠县曾经下辖的一个镇。2019年12月，撤销水口镇，将原水口镇水口社区、汉亭村、团林村、中房村、坪花村、罗田村、柏杨村所属行政区域划归土溪镇管辖，将原水口镇顶灵社区、长沟村、大田村、丁字村所属行政区域划归岩峰镇管辖。

## 行政区划
水口镇撤销前下辖以下地区：
水口社区、长沟村、大田村、丁字村、汉亭村、团林村、顶灵村、中房村、坪花村、罗田村和柏杨村。